# V/H/S/94
V/H/S/94 – amerykański horror found footage z 2021 roku, czwarta część serii V/H/S. Film składa się z pięciu taśm przedstawiających różne, niezależne historie, które znajduje (na taśmach wideo) zespół SWAT podczas przeszukiwania kompleksu krwawego kultu. Został po raz pierwszy przedstawiony na Fantasy Fest (26 września 2021) oraz Beyond Fest (4 października 2021). 6 października 2021 roku miała miejsce oficjalna premiera filmu w serwisie Shudder.

## Fabuła

### Holly Hell(prolog)
Scenariusz i reżyseria Jennifer Reeder
Zespół SWAT (Slater, Oursler, Sprayberry, Spivey, Petro i Nash oraz ich kamerzysta Gary) wchodzi na teren kompleksu będącego najprawdopodobniej magazynem narkotykowym. Przeszukując wnętrze, okazuje się jednak, że jest to raczej miejsce kultu: w pomieszczeniach, przypominających cele więzienne, rozstawione są telewizory wyświetlające zakłócenia. Zespół natrafia na nieżyjącego mężczyznę z wyłupionymi oczami, potem na innych martwych, aż wreszcie znajduje telewizor, który zaczyna wyświetlać taśmę.

### Storm Drain
Scenariusz i reżyseria Chloe Okuno
W Westerville (Ohio) reporterka Channel 6 News, Holly Marciano, i jej kamerzysta Jeff, kręcą historię o Człowieku-Szczurze, kryptydzie z lokalnej legendy, który ma rzekomo żyć w miejscowych kanałach burzowych. Zespół natrafia na obozowiska bezdomnych, a potem spotyka ubrudzonego błotem mężczyznę. Holly proponuje mu wywiad, a ten mówi tylko: „Raatma” i zaczyna pluć czarnym płynem. Mimo próby ucieczki, dziennikarka i kamerzysta zostają złapani przez innych bezdomnych żyjących w kanałach. Następnie Jeff i Holly mają zostać poddani próbie, która zadecyduje o tym, czy zostaną zbawieni. W przypadku Jeffa, próba zakończyła się niepowodzeniem, bowiem kiedy Raatma opluł go ciemną wydzieliną, głowa i twarz kamerzysty zaczęły się topić. Potem Holly staje przed próbą, a scena kończy się przeraźliwym krzykiem Człowieka-Szczura.
Po krótkiej reklamie „The Veggie Masher” wyświetla się program informacyjny, w którym prowadząca (Holly) wyjaśnia, że została uratowana po wejściu do kanałów burzowych. Dziennikarka przechodzi do zwyczajnych wiadomości, jednak zastępuje przypadkowe słowa słowem „Raatma”. Współprowadzący programu jest zaniepokojony zachowaniem Holly, gdy nagle ta wymiotuje na niego czarnym płynem, który wypala jego twarz i głowę.
W studiu wybucha panika, a Holly Marciano kończy swój raport spokojnie i radośnie mówiąc: „Hail Raatma”.

### Holly Hell(przerywnik 1)
Funkcjonariusze wchodząc w głąb kompleksu znajdują pomieszczenie urządzone na wzór kościoła, w którym rozstawione są manekiny z odciętymi głowami. Na gigantycznym ekranie z przodu pomieszczenia wyświetla się następna taśma.

### The Empty Wake
Scenariusz i reżyseria Simon Barrett
Dziewczyna o imieniu Hailey ma za zadanie prowadzić stypę dla mężczyzny, którego rodzina poprosiła o filmowanie nabożeństwa przez całą noc. Hailey zostaje wkrótce sama w domu pogrzebowym, gdzie niedługo później na zmianę wyłącza i włącza się prąd (z powodu burzy). Dziewczyna dzwoni do swojej przyjaciółki, którą prosi o sprawdzenie nekrologów pod nazwiskiem zmarłego mężczyzny, gdy nagle słyszy hałas wydobywający się z trumny. Hailey dzwoni do asystenta jej szefa i informuje go o tym, jednak ten próbuje, zresztą skutecznie, ją uspokoić.
Wtedy pojawia się mężczyzna, który mianuje się krewnym zmarłego. Hailey wpuszcza go, aby mógł złożyć hołd zmarłemu. Tajemniczy mężczyzna wypowiada dziwną formułę, prawdopodobnie zaklęcie magiczne w nieznanym języku i szybko opuszcza dom pogrzebowy.
Przyjaciółka Hailey, dzwoni do niej i informuje, że nieżyjący człowiek popełnił samobójstwo skacząc z dachu kościoła. Nagle w domu pogrzebowym znowu wyłącza się zasilanie i pojawiają się dźwięki dochodzące z trumny. Dziewczyna próbuje uciec frontowymi drzwiami, jednak okazuje się, że te są zamknięte. Po powrocie do pokoju, w którym prowadzona jest stypa, Hailey odkrywa otwartą trumnę leżącą na ziemi. Wówczas zostaje zaatakowana przez ożywione zwłoki zmarłego (pozbawione głowy). Dziewczynie udaje się ukryć, ponieważ mężczyzna jej nie widzi (nie ma głowy). Finalnie udaje mu się jednak złapać Hailey. Następnie kamera wyłącza się z powodu silnej burzy, a później pojawia się Hailey opętana przez ducha zmarłego mężczyzny wychodząca na zewnątrz przez okno.

### Holly Hell(przerywnik 2)
Zespół SWAT znajduje coraz więcej ciał i manekinów z poodcinanymi głowami oraz odwrócone zwisające krzyże. Przestraszeni, stwierdzają, że należy opuścić budynek, jednak w tym momencie rozlega się nieznany głos: „Forever starts right now” i wyświetla się kolejna taśma.

### The Subject
Scenariusz i reżyseria Timo Tjahjanto
Obłąkany naukowiec (doktor James Suhendra) pragnie stworzyć człowieka połączonego z maszyną. Eksperymenty, które mają mu na to pozwolić przeprowadza nielegalnie w swoim tajnym laboratorium na żyjących ludziach. Udaje mu się stworzyć dwie hybrydy: mężczyznę (Obiekt 98) oraz kobietę (Obiekt 99). Nagle w laboratorium pojawia się zespół opancerzonych policjantów zabijając doktora i szukając ocalałych. Po znalezieniu Obiektu 99 zespół przeprowadza dyskusję, czy kobieta jest człowiekiem, czy nie, to znaczy: czy należy ją zabić, czy nie. Obiektowi 99 udaje się uciec, a Obiekt 98 morduje większość przybyłych żołnierzy. Kobieta stara się uciec, co prawie jej się udaje: jest zmuszona zabić napotkanych funkcjonariuszy w samoobronie, a następnie znajduje Jono – żołnierza, który obiecuje jej pomóc wydostać się z laboratorium. Nagle pojawia się dowódca i strzela do kobiety, Jono do dowódcy, a wówczas pojawia się Obiekt 98 próbując zabić Jono. Obiekt 99 zużywa resztę swojej baterii, aby oderwać Obiektowi 98 głowę. Potem pada obok ciężko rannego sprzymierzeńca (Jono).
Następuje przerwa, po której Obiekt 99 o własnych siłach wychodzi z laboratorium.

### Holly Hell(przerywnik 3)
Nash i Petro zabijają członka zespołu, a drugiego porywają. Kiedy reszta funkcjonariuszy ich szuka, Nash stwierdza: „Forever starts right now”. Slater stojąc przed ścianą ekranów telewizyjnych nawołuje swoich zaginionych kompanów przez radio, a Petro radzi mu, żeby „nie stracił głowy”. Następnie Slater wpada w trans i wyświetlana jest kolejna, ostatnia taśma.

### Terror
scenariusz i reżyseria: Ryan Prows
Gdzieś w Detroit (Michigan) grupa amerykańskich nacjonalistów więzi mężczyznę w małym pomieszczeniu, gdzie jest przykuty łańcuchem do ziemi. Uwięziony, błaga o życie, a jeden z członków grupy – Greg – strzela do niego z bliskiej odległości. Następnie wyświetlany jest pro-nacjonalistyczny film propagandowy z udziałem Grega.
Slater przybywa do grupy nacjonalistów, aby zaopatrzyć ją w broń i amunicję. Pyta, czy zdążyli już „przetestować” więzione stworzenie. Okazuje się, że ci planują wysadzić budynek lokalnych władz za pomocą wybuchowej (w świetle słonecznym) krwi mężczyzny-wampira, który jest przez nich więziony i regularnie zabijany. Aby sprawdzić, czy plan ma szansę się powieść, mężczyźni testują krew wampira na króliku, co upewnia ich, że użycie jej jest realnym sposobem wykonania go.
Mężczyźni świętują pijąc alkohol, a dwóch z nich udaje się do zwłok zabitego wampira, później jeden z nich, dla żartu, próbuje pocałować wampira.
Następnego dnia grupa budzi się słysząc dzwonek alarmowy i odkrywa, że w pokoju, w którym przetrzymywany jest wampir, słychać krzyki. Jeden z mężczyzn próbuje bronić kompleksu korzystając z karabinu maszynowego zainstalowanego na ciężarówce, jednak z powodu kołysania się, zabija większość członków swojej grupy. Jako że nie może się zatrzymać, inny członek zabija go strzałem w głowę.
Ocaleni członkowie grupy (Greg, Tom, Bob i Jimmy) chcą zabić wampira i wchodzą do kompleksu, w którym wcześniej go więzili. Znajdują stworzenie na strychu i próbują je zabić: to, odrywa twarz Toma i Boba, a Jimmy’iego zabija uderzając wielokrotnie jego głową w ziemię. Następnie wampir wciąga Grega do klatki. Ostatecznie światło słoneczne wpadające na strych przez okno zabija wampira i niszczy cały kompleks powodując wielki wybuch.

### Holly Hell(epilog)
Slater jest przywiązany do krzesła przez Nasha i Petro, którzy karcą go za zaopatrywanie nacjonalistycznej grupy (z poprzedniej taśmy) w broń. Okazuje się, że za całym mordem stoi sekta produkująca filmy przedstawiające fetyszystyczne okrutne akty przemocy. Nash i Petro stwierdzają, że Slater będzie ich ostatnią ofiarą w filmie, który będzie prawdopodobnie najlepszym ze wszystkich ich produkcji, a następnie Petro bije Slatera kamerą na śmierć.

## Odbiór
Na stronie Rotten Tomatoes 90% z 68 opinii jest pozytywne. W serwisie Filmweb na podstawie 1475 ocen, film otrzymał wynik 5,4/10. W IMDb na podstawie ponad 13 tysięcy ocen uzyskał ocenę 5,5/10 (stan na marzec 2024).